# Automobiles Riegel
Transformations Automobiles Riegel war ein französischer Hersteller von Automobilen.

## Unternehmensgeschichte
Das Unternehmen aus Paris begann 1902 mit der Produktion von Automobilen. Der Markenname lautete Riegel. Im gleichen Jahr endete die Produktion bereits wieder.

## Fahrzeuge
Das einzige Modell war ein Avant-Train, ein Fahrzeug, das vor unmotorisierte Fahrzeuge gespannt wurde und diese zog. Zum Einsatz kam ein Zweizylindermotor mit 10 PS Leistung.